# Парламентские выборы в Италии (1976)
Парламентские выборы в Италии прошли 20 июня 1976 года. Они стали первыми после снижения избирательного возраста до 18 лет и проводились по пропорциональной системе.
Правящая Христианско-демократическая партия одержала относительную победу, получив 38 % голосов. Итальянская коммунистическая партия (ИКП) резко улучшила свои позиции, получив 34,4 % голосов (12,6 миллионов избирателей) — максимальный результат за всю свою историю. Второстепенные партии во главе с социалистами потеряли значительное число голосов в попытке бороться с ростом влияния коммунистов, а Итальянская либеральная партия потерпела полный разгром, потеряв 3/4 своих мест в Палате депутатов (15 из 20) и Сенате (6 из 8). Успех ИКП на этих выборах был связан с её переходом на позиции еврокоммунизма и дистанцированием от политической линии КПСС и СССР.
После парламентских выборов было сформировано четырёхпартийное левоцентристское правительство во главе с христианским демократом Джулио Андреотти, которое удерживало большинство только при поддержке социалистов, ввиду значительных потерь на выборах. При этом правительство получило поддержку лишь 41 % депутатов, и стало называться «Правительством недоверия». В 1978 году, после похищения и убийства Альдо Моро и на фоне роста политического экстремизма, ХДП была вынуждена пойти на «исторический компромисс», впервые в истории заручившись поддержкой ИКП по вопросу ужесточения уголовного законодательства.

## Результаты выборов
Результаты выборов в Палату депутатов.
|                                                     |            |       |       |  |  |
| Партия/Блок                                         | Голоса     | %     | Места |  |  |
| Христианско-демократическая партия                  | 14 209 519 | 38,71 | 262   |  |  |
| Итальянская коммунистическая партия                 | 12 614 650 | 34,37 | 228   |  |  |
| Итальянская социалистическая партия                 | 3 540 309  | 9,64  | 57    |  |  |
| Итальянское социальное движение                     | 2 238 339  | 6,10  | 35    |  |  |
| Итальянская демократическая социалистическая партия | 1 239 492  | 3,38  | 15    |  |  |
| Итальянская республиканская партия                  | 1 135 546  | 3,09  | 14    |  |  |
| Пролетарская демократия                             | 557 025    | 1,52  | 6     |  |  |
| Итальянская либеральная партия                      | 480 122    | 1,31  | 5     |  |  |
| Радикальная партия                                  | 394 439    | 1,07  | 4     |  |  |
| Народная партия Южного Тироля                       | 184 375    | 0,50  | 3     |  |  |
| прочие партии                                       | 113 762    | 0,31  | 1     |  |  |
| Всего                                               | 36 709 578 | 100   | 630   |  |  |

Результаты выборов в Сенат.
|                                                     |            |       |       |  |  |
| Партия/Блок                                         | Голоса     | %     | Места |  |  |
| Христианско-демократическая партия                  | 12 227 353 | 38,88 | 135   |  |  |
| Итальянская коммунистическая партия                 | 10 637 772 | 33,83 | 116   |  |  |
| Итальянская социалистическая партия                 | 3 208 164  | 10,20 | 29    |  |  |
| Итальянское социальное движение                     | 2 086 430  | 6,63  | 15    |  |  |
| Итальянская демократическая социалистическая партия | 974 940    | 3,10  | 6     |  |  |
| Итальянская республиканская партия                  | 846 415    | 2,69  | 6     |  |  |
| Итальянская либеральная партия                      | 438 265    | 1,39  | 2     |  |  |
| Народная партия Южного Тироля                       | 158 584    | 0,50  | 2     |  |  |
| прочие партии                                       | 871 508    | 2,78  | 4     |  |  |
| Всего                                               | 31 449 431 | 100   | 315   |  |  |